# Xã South Dixon, Quận Lee, Illinois
Xã South Dixon (tiếng Anh: South Dixon Township) là một xã thuộc quận Lee, tiểu bang Illinois, Hoa Kỳ. Năm 2010, dân số của xã này là 918 người.